# Céleste Brunnquell
 (avril 2025).
Pour les articles homonymes, voir Brunnquell.
Céleste Brunnquell, née le 24 juillet 2002 à Paris, est une actrice française.

## Biographie
Céleste Brunnquell naît à Paris en 2002, d'un père architecte et d'une mère travaillant dans l'événementiel. Elle suit des cours au Théâtre de l'Atelier à Paris grâce auxquels elle est repérée par Sarah Suco. Elle est alors sélectionnée pour le rôle principal du film Les Éblouis. Sa performance lui vaut un prix d'interprétation au Festival du film de Sarlat de 2019 puis des nominations en 2020 comme meilleur espoir aux César et Lumières.
En 2020, elle obtient le rôle d'une patiente, Camille, dans la série En thérapie. Pour cette interprétation, l'Association des critiques de séries lui décerne le prix de la meilleure actrice en 2021.
En 2022, elle partage l'affiche du film L'Origine du mal aux côtés de Dominique Blanc, Doria Tillier, Jacques Weber et Laure Calamy. Elle tient ensuite le rôle-titre du long métrage Fifi. En 2022 également, elle joue au théâtre dans Oublie-moi, adaptation du film du même nom de Noémie Lvovsky, dans le cadre du festival Paris des femmes.
En 2024, elle est à l'affiche du film Une affaire de principe.

## Filmographie
Sauf indication contraire, les informations mentionnées dans cette section peuvent être confirmées par les bases de données cinématographiques IMDb et Allociné,  présentes dans la section « Liens externes ».

### Cinéma

#### Longs métrages
- 2019 : Les Éblouis de Sarah Suco : Camille Lourmel
- 2022 : L'Origine du mal de Sébastien Marnier : Jeanne Patterson
- 2022 : Fifi de Jeanne Aslan et Paul Saintillan : Sophie, dite « Fifi »[5]
- 2023 : La Fille de son père d'Erwan Le Duc : Rosa
- 2024 : Une affaire de principe d'Antoine Raimbault
- 2024 : En attendant la nuit de Céline Rouzet : Camila Berthier
- 2024 : Maria de Jessica Palud : Noor
- prévu pour 2024 : Rembrandt de Pierre Schoeller[6]

#### Courts métrages
- 2022 : Celles qui restent de Fiorella Basdereff : Lou
- 2022 : Pierre la tombe de Matthieu Moerlen : Victoria

### Télévision

#### Séries télévisées
- 2021 : En thérapie d'Éric Toledano et Olivier Nakache, saison 1 : Camille Bertier
- 2021 : H24 de Valérie Urrea et Nathalie Masduraud, saison 1, épisode 4 (10H - Concerto #4)

### Théâtre
Sauf indication contraire ou complémentaire, les informations mentionnées dans cette section peuvent être confirmées par la base de données Les Archives du spectacle.
- 2022 : Oublie-moi de Noémie Lvovsky, mise en scène de Julie Duclos
- 2023 : Atelier Figaro de Jacques Weber
- 2025 : Juste la fin du monde de Jean-Luc Lagarce

## Distinctions
Sauf indication contraire, les informations mentionnées dans cette section peuvent être confirmées par la base de données cinématographiques IMDb,  présente dans la section « Liens externes ».

### Récompenses
- Festival du film de Sarlat 2019 : prix d'interprétation féminine du Jury Jeunes pour Les Éblouis[7]
- Prix ASC 2021 : meilleure actrice pour En thérapie
- Festival La Ciotat Berceau du cinéma 2023 : Prix d'interprétation féminine pour Fifi[8]

### Nominations
- César 2020 : meilleur espoir féminin pour Les Éblouis[9]
- Lumières 2020 : révélation féminine pour Les Éblouis[10]
- César 2024 : meilleure révélation féminine pour La fille de son père[11]